# Cratere Wirtz
Wirtz  è un cratere sulla superficie di Marte.